# Aufrüsten (Bahn)
Aufrüsten einer Lokomotive bezeichnet in der Eisenbahn-Fachsprache die vor Beginn eines Einsatzes erforderlichen Arbeiten. Die Arbeiten nach Beendigung des Einsatzes werden als Abrüsten bezeichnet.  Die offizielle Bezeichnung lautet Vorbereitungsdienst, die Arbeitsschritte sind im Teilarbeitsverzeichnis V1/V2 für jede Baureihe detailliert beschrieben.
Bei Dampflokomotiven war das Aufrüsten ein mehrstündiger Prozess, der neben vielen Kontrollarbeiten wie Reglerprüfung, Dichtigkeitskontrolle, Überprüfung der Betriebsmittel, Prüfung auf Schäden und einem Bremstest auch das Anheizen der Lok und das Abschmieren aller Schmierstellen umfasste.
Bei Diesel- und Elektrolokomotiven werden beim Aufrüsten neben verschiedenen Prüfungen vor allem Sifa, Indusi und andere Geräte eingeschaltet, und der Druck für die Bremse aufgebaut, sowie der Stromabnehmer angelegt, bzw. der Dieselmotor gestartet. Ist bei elektrischen Triebfahrzeugen der Druck in den Luftbehältern zu weit abgesunken, werden Stromabnehmer und Hauptschalter mit einem Hilfsluftpresser mit Druck versorgt bis die technischen Systeme der Lokomotive soweit hochgefahren sind, dass der Hauptkompressor betrieben werden kann. Bei sehr alten Lokomotiven wurden für das Heben der Stromabnehmer Handluftpumpen eingesetzt.

## Aufgerüstetes Abstellen
Unter Aufgerüstetem Abstellen wird der Betriebszustand für Elektrolokomotiven und -triebwagen verstanden, in dem diese zwar abgestellt, d. h. nicht in Verwendung und unbesetzt, aber dennoch aufgerüstet sind, d. h. die Energieversorgung eingeschaltet ist und Hilfsbetriebe wie bspw. die Drucklufterzeugung aktiv sind. Erkennbar sind die Fahrzeuge am gehobenen Stromabnehmer.
Aufgerüstetes Abstellen bietet insbesondere Vorteile, wenn Triebfahrzeuge zusammen mit dem Wagenpark abgestellt sind bzw. bei Triebzügen und Triebwagen, da so die Fahrgasträume über die Energieversorgung des Triebfahrzeugs warmgehalten bzw. vorgeheizt werden können.
Einzelne Triebfahrzeuge werden in der Regel im Winter ebenfalls aufgerüstet abgestellt, da so die Betriebsfähigkeit auch trotz niedriger Temperaturen gewährleistet bleibt.